# Granträsktjärnen, Ångermanland
Granträsktjärnen är en sjö i Bjurholms kommun i Ångermanland och ingår i Leduåns huvudavrinningsområde.